# Hypoplesia busckiella
Hypoplesia busckiella är en fjärilsart som beskrevs av William George Dietz 1905. Hypoplesia busckiella ingår i släktet Hypoplesia och familjen äkta malar. Inga underarter finns listade i Catalogue of Life.